# Anders Adlercreutz
Anders Erik Gunnar Adlercreutz (Hèlsinki, 26 d'abril de 1970) és un arquitecte i polític finlandès d'ètnia sueca, que representa el Partit Popular Suec de Finlàndia (SFP/RKP) al Parlament de Finlàndia des de 2015.

## Carrera política
Va ser elegit al Parlament per la circumscripció d'Uusimaa a les eleccions de 2015 amb 3.337 vots. Va ser reelegit com a diputat el 2019, amb 9.425 vots, i de nou el 2023 amb 9.442 vots.
El juny de 2016, Adlercreutz va optar a la presidència del SFP/RKP, quedant segon darrere d'Anna-Maja Henriksson. Posteriorment va ser elegit vicepresident del partit, càrrec que va renovar el 2018.
El 20 de juny de 2023 va ser nomenat ministre d'Afers Europeus i Direcció de la Propietat en l'executiu encapçalat pel primer ministre Petteri Orpo.
El setembre de 2023, mentre es debatia l'oficialitat del català a les institucions europees, va ser una de les veus que van oposar-se a la mesura, forçant un ajornament de la decisió dels 27 fins al mes següent.

## Vida personal
Durant els seus anys de batxillerat va ser estudiant d'intercanvi a Portugal, a les illes Açores. A mitjans dels anys 1990, mentre cursava el grau d'Arquitectura, va estudiar a l'Escola Tècnica Superior d'Arquitectura de Barcelona dintre del programa Erasmus.
És soci principal del despatx d'arquitectes A-konsultit Oy, fundat pel seu pare Eric, qui fou col·laborador del reputat Alvar Aalto. El polític està casat amb Ia Adlercreutz i el matrimoni té 5 fills.